# Michele Pellegrino
Michele Pellegrino (25 kwietnia 1903, Centallo, diecezja Fossano – 10 października 1986, Turyn), włoski duchowny katolicki, arcybiskup Turynu, kardynał.

## Życiorys
Studiował w seminarium w Fossano, następnie na Uniwersytecie Katolickim w Mediolanie i na Wydziale Teologicznym w Turynie. 19 września 1925 w Fossano przyjął święcenia kapłańskie. W latach 1929–1933 był dyrektorem duchowym seminarium w Fossano, do 1943 pełnił funkcje wikariusza generalnego i kapitulnego Fossano, zasiadał także w kapitule katedralnej. Od 1943 wykładał na Uniwersytecie w Turynie. 21 lipca 1965 otrzymał godność honorową papieskiego prałata domowego.
18 września 1965 został mianowany arcybiskupem Turynu, otrzymał sakrę biskupią 17 października 1965 z rąk biskupa Fossano Giovanniego Dadone. Wziął udział w ostatniej sesji Soboru Watykańskiego II. 26 czerwca 1967 papież Paweł VI wyniósł go do godności kardynalskiej, nadając tytuł prezbitera SS. Nome di Gesù. Złożył rezygnację z rządów archidiecezją w sierpniu 1977.
Brał udział w obu konklawe 1978, a także w I sesji Kolegium Kardynalskiego w Watykanie rok później. Został pochowany w Roata Chiusani, w grobie rodzinnym.